# Verconia norba
Verconia norba is een zeenaaktslak die behoort tot de familie van de Chromodorididae. Deze slak komt voor in het westen van de Grote Oceaan en in de Indische Oceaan, op een diepte van 10 tot 30 meter.
De slak is oranje tot roze gekleurd, met een gekartelde witte mantelrand, die vrij breed is. Op de rug komt een onderbroken of doorlopende witte lijn voor van ongeveer 3 mm breed. De kieuwen en de rinoforen zijn oranje. Ze wordt, als ze volwassen is, zo'n 11 tot 30 mm lang. Ze voeden zich met sponzen.